# Sundar Dulari
Sundar Dulari (Nepali सुन्दर दुलारी Sundar Dulari) ist eine Stadt (Munizipalität) im östlichen Terai Nepals im Distrikt Morang. Im März 2017 wurde Sundar Dulari in die neu geschaffene Stadt Sundar Haraicha eingegliedert.
Sundar Dulari befand sich südöstlich von Itahari. Die Stadt entstand 2014 durch Zusammenlegung der Village Development Committees Dulari und Sundarpur. Das Stadtgebiet umfasste 45,7 km².

## Einwohner
Bei der Volkszählung 2011 hatten die VDCs, aus welchen die Stadt Sundar Dulari entstand, 32.795 Einwohner (davon 15.410 männlich) in 7508 Haushalten.